# 格鲁吉亚行政区划
格魯吉亞全国由首都第比利斯、两个自治共和国（羅馬化：avtonomiuri respublika）和9个大区（羅馬化：mkhere）组成。这些一級行政区下现今共注册有69个市鎮（羅馬化：munitsip'alit'et'i，在有些未被格鲁吉亚控制的区域并未划分为市镇）。阿布哈茲與南奧塞梯已為事实独立国家，但未受國際普遍承認，現仍被格魯吉亞認為其國土。

## 一級行政區
| 一级行政区 | 一级行政区                    | 首府       | 面积 (km2) | 人口        | 人口密度 |
| ---------- | ----------------------------- | ---------- | ---------- | ----------- | -------- |
| 1          | 薩梅格雷洛-上斯瓦內蒂大區     | 祖格迪迪   | 7,440      | 330,761     | 44.45    |
| 2          | 拉恰-列其呼米和下斯瓦内蒂大区 | 安布罗劳里 | 4,990      | 32,089      | 6.43     |
| 3          | 古里亞大區                    | 奥祖尔盖蒂 | 2,033      | 113,350     | 55.75    |
| 4          | 伊梅雷蒂大區                  | 库塔伊西   | 6,475      | 533,906     | 82.45    |
| 5          | 内卡尔特利大区                | 哥里       | 5,729      | 300,382估计 | 52.43    |
| 6          | 姆茨赫塔-姆蒂亚内蒂大区       | 姆茨赫塔   | 6,786      | 94,573      | 13.93    |
| 7          | 薩姆茨赫-賈瓦赫蒂大區         | 阿哈尔齐赫 | 6,413      | 160,504     | 25.02    |
| 8          | 下卡尔特利大区                | 鲁斯塔维   | 6,072      | 423,986     | 69.82    |
| 9          | 第比利斯市                    | 第比利斯   | 720        | 1,108,717   | 1,539.88 |
| 10         | 卡赫蒂大區                    | 泰拉维     | 11,311     | 318,583     | 28.16    |
| 11         | 阿扎尔自治共和国              | 巴统       | 2,880      | 333,953     | 115.95   |
| 12         | 阿布哈兹自治共和国            | 苏呼米     | 8,660      | 242,862估计 | 28.04    |

### 自治共和国
- 阿扎尔自治共和国：位于格鲁吉亚西南部，首府巴统。
- 阿布哈兹自治共和国：位于格鲁吉亚的西北部，首府苏呼米，这些行政区的划分与前苏联时期相同，除了创建于1995年的特克瓦尔切利区，是从奥恰姆奇拉區和加利区两个区中划分出去的。分为7个区。

### 大区
- 薩梅格雷洛-上斯瓦內蒂：位于格鲁吉亚西部，包括历史上的两个省，薩梅格雷洛（明格列尔）和上斯瓦内蒂，区府祖格迪迪。
- 古里亞：区府奥祖尔盖蒂。
- 拉恰-列其呼米和下斯瓦内蒂：位于格鲁吉亚西北部，包括历史上的三个省：拉恰、列其呼米（英语：Lechkhumi）和下斯瓦内蒂。面积4,954平方公里，人口50,969（2002年人口普查统计数字），是整个国家人口分布最稀疏的地区。区府安布罗劳里。
- 伊梅雷蒂：位于格鲁吉亚的里奥尼河中上游河段地区。区府庫塔伊西。
- 薩姆茨赫-賈瓦赫蒂：旧名梅斯赫蒂，位于格鲁吉亚南部，区府阿哈尔齐赫。北部与古里亞和伊梅雷蒂毗邻，东北部和东部毗邻卡尔特利（内卡尔特利和下卡尔特利），南部与亚美尼亚和土耳其接壤，西部毗邻阿扎尔自治共和国。巴库-第比利斯-杰伊汉输油管道和南高加索天然气管道（英语：South Caucasus Pipeline）从该大区穿过。
- 内卡尔特利：区府哥里，自1992年起，北部地区的賈瓦市鎮整体及卡雷利市鎮和哥里市鎮的北部（总面积1,393平方公里）实际上受南奥塞梯共和国控制。
- 姆茨赫塔-姆蒂亚内蒂：位于格鲁吉亚东部，区府姆茨赫塔。
- 下卡尔特利：位于格鲁吉亚东南部，是历史上有名的省份，区府鲁斯塔维。境内阿塞拜疆人（45%）和格鲁吉亚人（44%）混居。
- 卡赫蒂，区府是泰拉维。

## 二級行政區

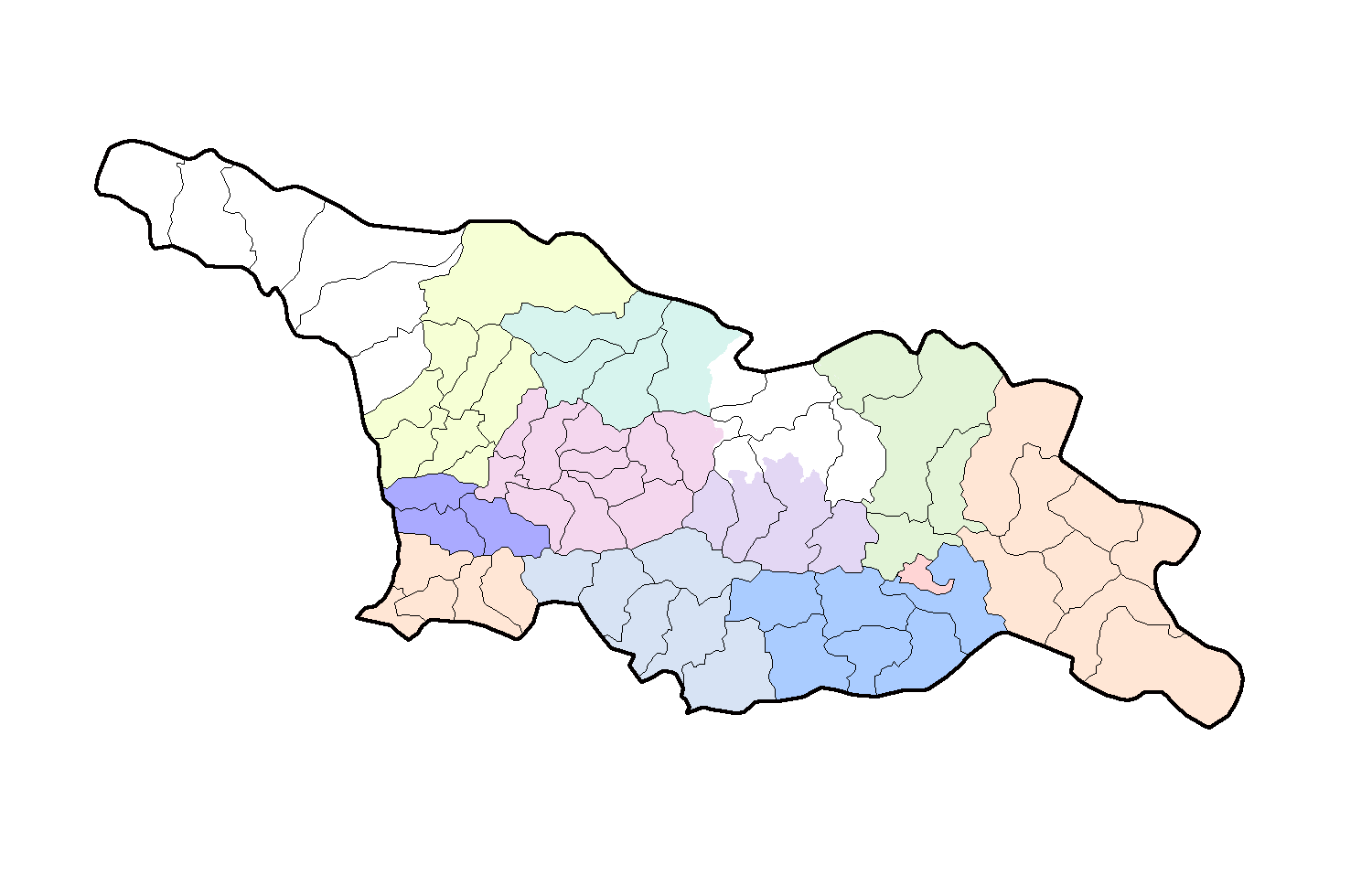
格魯吉亞二級行政區劃，所屬大区以不同底色區分，未實際控制的阿布哈茲和南奧塞梯地區以白色標示

市鎮為格魯吉亞的第二級行政区劃，位於自治共和國與大区之下。截至2020月共注册有69個市鎮，其中5個為城市（ქალაქი，kalaki），但城市与其他市镇在法律上沒有實質差異。市镇可以再下分为社区（თემი，temi）。